# 水害予防組合
水害予防組合（すいがいよぼうくみあい）は、日本に存在する地域的な治水組織。

## 概要
河川の流域で水害の防御を目的に設立された。
かつての治水事業は地域の自助努力によるものが大半であったが、地域で任意組合である水害予防組合を結成し、事業費の一部を負担することで公共事業の誘致、後押しを行った。
組合の活動は明治時代以降の治水事業の進展に貢献した。
1890年、水利組合条例により、法的により組合組織として認められるようになり、その後は水利組合法、水害予防組合法により、組織や制度が整えられた。
組合員は水害常襲地に定められた区域の土地所有者や家屋所有者全てが対象となり、税に準じて組合費が徴収された。
水害予防組合が全盛期を迎えた大正時代末期には、39府県で1000組合が存在したものとみられる。
昭和恐慌を契機に、地元の費用負担を必要としない中小河川補助事業の制度が整備されたこと、第二次世界大戦以降には土地改良区への統合・改組、水防事務組合への移行などにより、多くが姿を消したが、2021年現在もなお、いくつかの組合が法人税法別表第1に規定する公共法人として存続している。